# De sju biskoparna
De sju biskoparna avser sju biskopar i Engelska kyrkan som i slutet av 1600-talet motsatte sig Jakob II:s toleranspolitik mot dissenter. Kungen lät i två omgångar utfärda lagstiftning som bland annat upphävde Testakten, som krävde att alla ämbetshavare måste ställa sig bakom Engelska kyrkans tro och lära. När den andra, reviderade indulgensförklaringen utfärdades 1688, motsatte sig många prelater den nya ordningen. Sju biskopar skrev också en petition till kungen, där de bad att få slippa följa den nya lagen.
Jakob beordrade att biskoparna skulle fängslas i Towern för uppvigling, något som ledde till edsvägrarschismen. De ställdes inför domstol men friades från anklagelsen. Trots rättegången förblev fem av dem lojala gentemot Jakob II.
Kort därefter avsattes Jakob av sin systerson Vilhelm III i Ärorika revolutionen. Rätten att petitionera till kungen blev inskriven i Bill of Rights 1689.

## De sju biskoparna

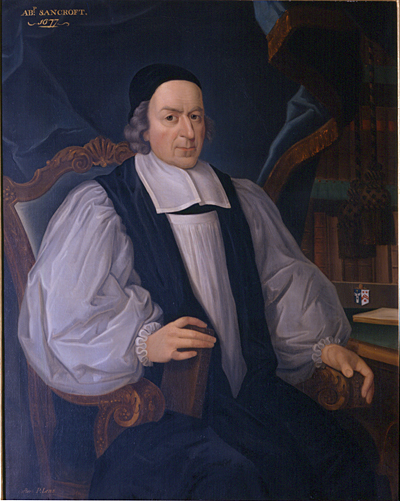
William Sancroft, ärkebiskop av Canterbury
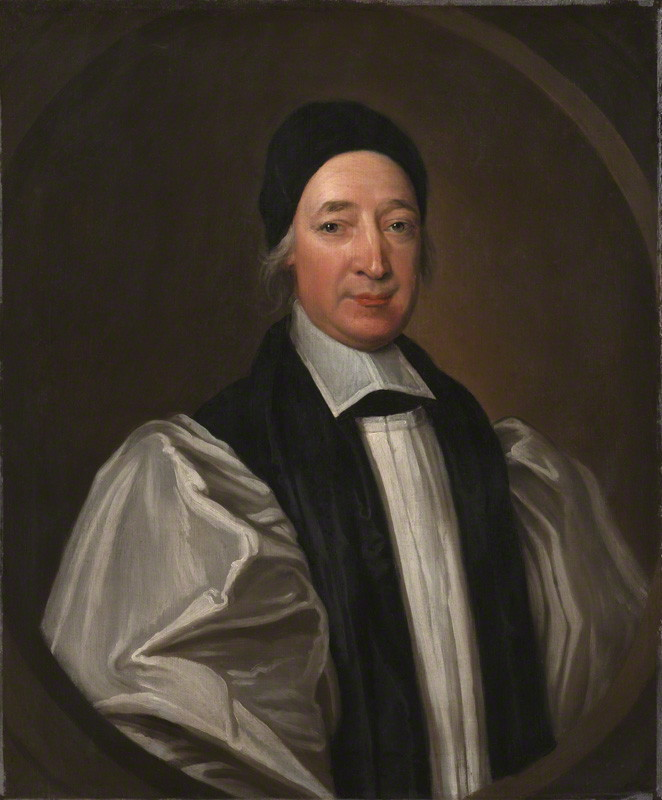
Thomas Ken, biskop av Bath och Wells
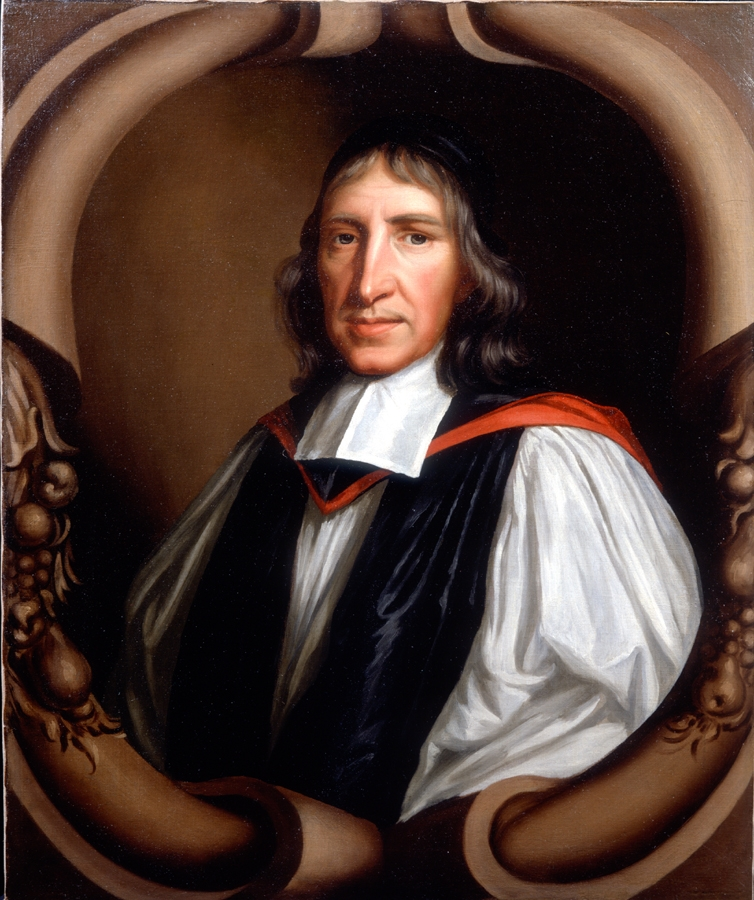
John Lake, biskop av Chichester
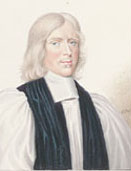
William Lloyd, biskop av St Asaph
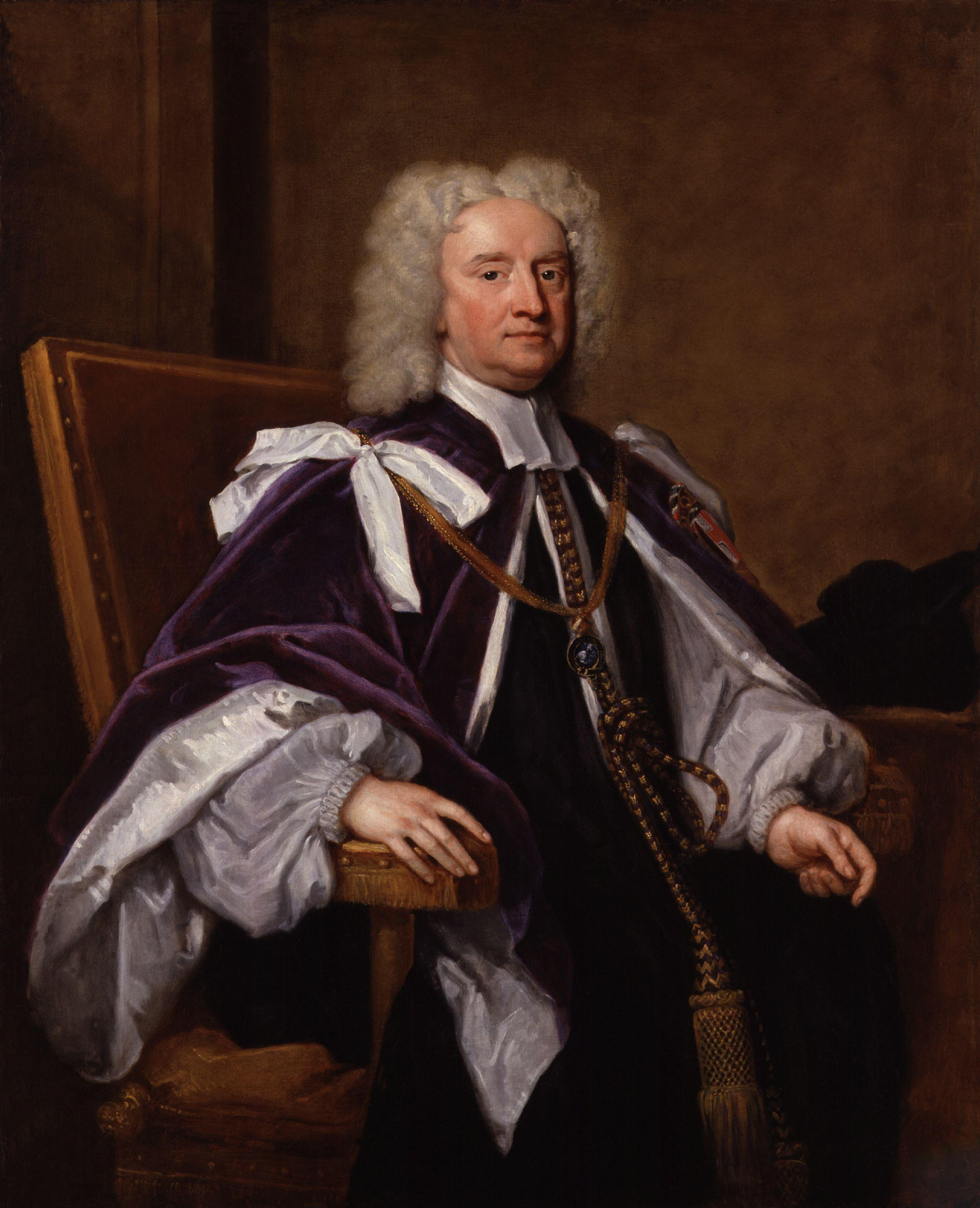
Jonathan Trelawny, biskop av Bristol
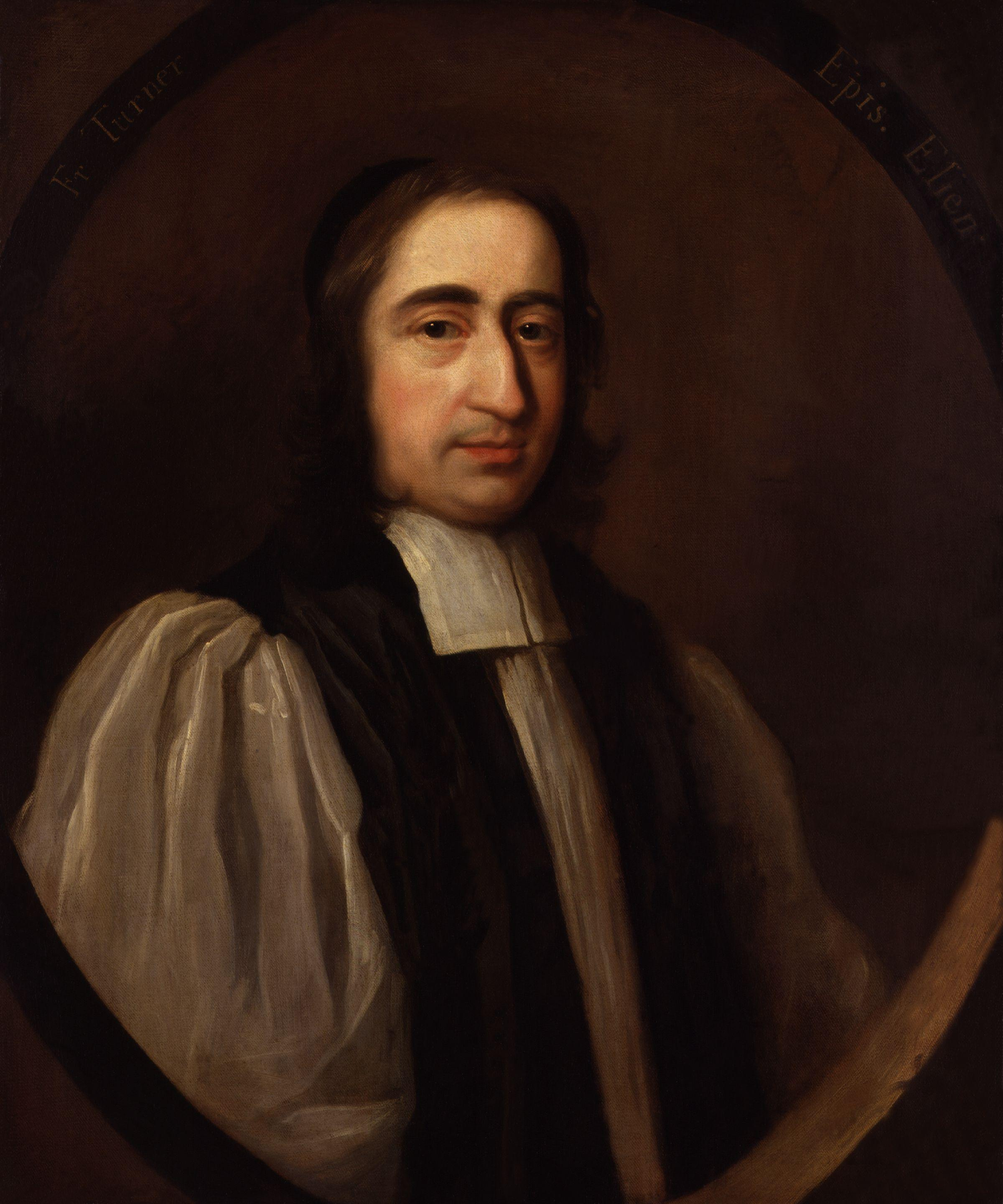
Francis Turner, biskop av Ely
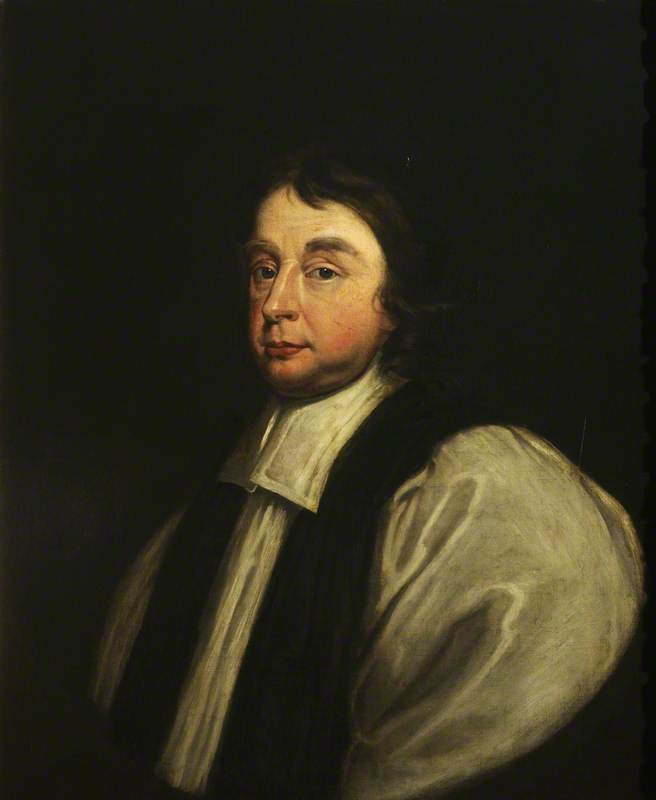
Thomas White, biskop av Peterborough